# Africa Cricket Association
Die Africa Cricket Association (ACA), fälschlicherweise auch häufig African Cricket Association, ist seit 1997 der für Afrika zuständige Kontinentalverband für die Sportart Cricket sowie einer von fünf kontinentalen Verbänden unterhalb des Weltverbandes International Cricket Council (ICC). Der Verband hat sich vor allem der Entwicklung des Sports in Afrika angenommen. Der Kontinentalverband wurde 1997 in Harare, Simbabwe, von Botswana, Kenia, Namibia, Simbabwe und Südafrika gegründet. Ihm sind 23 nationale Verbände angeschlossen, davon sind zwei Vollmitglieder und 21 assoziierte Mitglieder.
Der Verband organisiert mehrere Kontinentalwettbewerbe verschiedener Altersstufen, darunter regionale Qualifikationsturniere zu internationalen Cricket-Veranstaltungen.

## Mitglieder

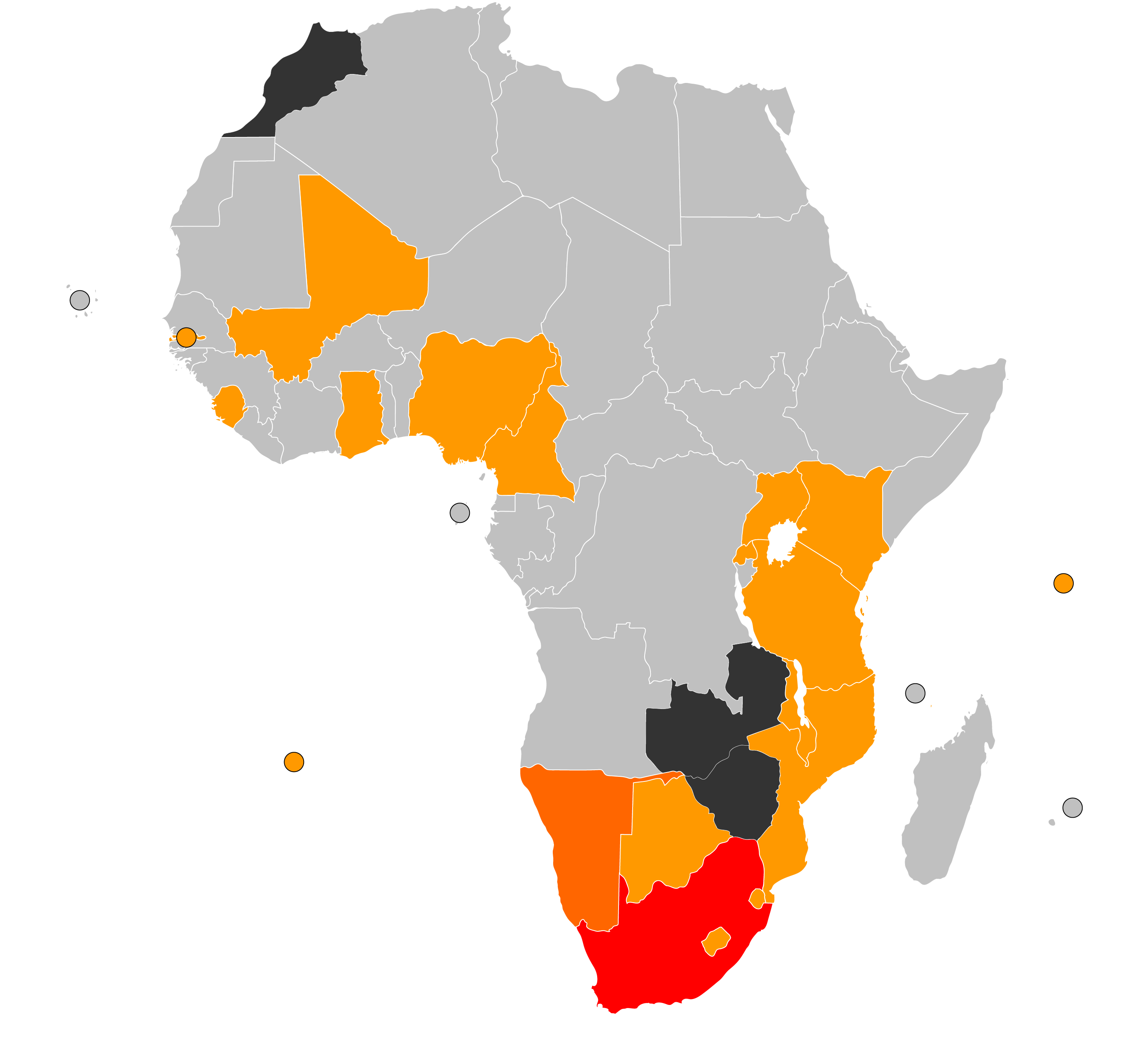
Mitglieder des International Cricket Council (ICC) in Afrika nach Status:
Vollmitglieder mit Test-Status (2)
Assoziierte Mitglieder mit ODI-Status (1)
Assoziierte Mitglieder (17)
Ehemalige oder Nichtmitglieder (3)
Nichtmitglieder

Stand Juni 2024
| - Botswana - Eswatini - Gambia - Ghana - Kamerun - Kenia - Lesotho - Malawi - Mali - Marokko - Mosambik | - Namibia - Nigeria - Ruanda - Sambia - Seychellen - Sierra Leone - Simbabwe - Südafrika - St. Helena, Ascension und Tristan da Cunha - Tansania - Uganda |